# Carlo Randoni
Carlo Randoni (Torino, 1755 – Torino, 13 novembre 1831) è stato un architetto italiano.

## Biografia
Nato a Torino, figlio del domestico dell'architetto regio Benedetto Alfieri, Carlo Randoni fu attivo in gioventù probabilmente in un cantiere dell'architetto Filippo Castelli, il palazzo torinese dei Valperga di Masino (1780c), prima di venir nominato ufficialmente Architetto Civile nell'Università degli Studi di Torino il 17 maggio 1785. Collaboratore di Giuseppe Battista Piacenza, ricevette l'incarico di allestire in gusto neoclassico alcuni appartamenti del piano nuziale del Palazzo Reale di Torino, destinati ai Duchi d'Aosta. Sempre per gli Aosta, sono i lavori nel Castello di Moncalieri e nella grande Reggia di Venaria Reale: il re Vittorio Amedeo III, ammirato dalla maestria del Randoni, lo nominò Architetto di Corte.
Anche il secondogenito del re, Vittorio Emanuele I, quando era ancora Duca d'Aosta, apprezzò l'opera del Randoni, al punto da affidargli anche l'allestimento dell'appartamento al secondo piano del Castello di Rivoli: tali lavori verranno però interrotti nel 1798 con l'arrivo dei francesi e la cacciata dei Savoia.
Randoni, assieme al collega Piacenza, entrò quindi a far parte del seguito del nuovo potere, diventando nel 1801 Architetto Nazionale: al servizio del regime napoleonico, si occupò dell'assetto urbanistico della città di Torino e, per il governo d'oltralpe, lavorò ancora nei palazzi regi. Nel periodo napoleonico fu a Parma come Ispettore della Lista Civile; accademico d'onore dell'Accademia di Belle Arti di Parma, nel dicembre 1811 partecipa con un progetto di teatro all'Esposizione degli oggetti d'arte e d'industria del Dipartimento del Taro. Nominato per un brevissimo tempo professore d'Architettura, fu definitivamente escluso nel 1816 da incarichi accademici e tornò ben presto a Torino. A Parma pubblicò un trattato sugli ornamenti d'architettura (1813). Reintegrato fra gli architetti di Corte, progettò l'ampliamento del palazzo Doria-Tursi a Genova, dal 1820. Nel maggio 1821 divenne membro dell'Accademia delle Scienze torinese e nel 1823 espose agli Accademici due Osservazioni sulla prospettiva degli antichi. Dal 1824 fu professore con clausola speciale dell'Accademia di Belle arti torinese appena riformata da Carlo Felice. Fu anche Capitano del Corpo reale degli Ingegneri Civili e membro del Regio Consiglio degli Edili.
Muore a Torino nel 1831.

## Illustrazioni
- Due frontespizi per la Iconographia Botanica Taurinensis, Torino 1806
- Tavole per Giuseppe Franchi di Pont, Dell'antichità di Pollenza, Torino 1807-1809

## Scritti
- Degli ornamenti d'architettura e delle loro simmetrie, Parma 1813
- Osservazioni sulla prospettiva degli antichi, in «Memorie della Reale Accademia delle Scienze di Torino», tomo XXIX, Torino 1825.